# Келецька губернія
Келецька губе́рнія — одна з західних губерній Російської імперії з центром у місті Кельці. На сьогодні територія у складі Польщі.
Утворена 1841 року і проіснувала до 1917 року.

## Історія
Губернію вперше утворили в 1841 році шляхом перейменування Краківської губернії, з центром також у місті Кельці. В 1844 році територію Келецької губернії включили до складу нової Радовської губернії.  У 1867 році Келецька губернія відновлена практично в колишніх межах, за винятком Бендинського повіту, який відійшов до Петроковської губернії.

## Адміністративний поділ
Губернія поділялась на 7 повітів:
- Андреєвський
- Влощовський
- Келецький
- Меховський
- Олькуський
- Піньчовський
- Стопницький

## Населення
Згідно із переписом населення 1897 року, у Келецькій губернії мешкало 761 995 осіб. Більшість населення становили поляки (667 тис.), далі йшли євреї (83 тис.) та росіяни (9 тис.), на інші національності припадало 2 тис. осіб.